# Campeonato Mundial de Esgrima de 2002
O Campeonato Mundial de Esgrima de 2002 foi a 64ª edição do torneio organizado pela Federação Internacional de Esgrima (FIE) entre 18 de agosto a 23 de agosto de 2002. O evento foi realizado em Lisboa, Portugal. 

## Resultados
Os resultados foram os seguintes. 
Masculino
| Evento             | Ouro                                                                                    | Prata                                                                         | Bronze                                                                                     |
| Espada individual  | Rússia · Pavel Kolobkov                                                                 | França · Fabrice Jeannet                                                      | Coreia do Sul Ku Kyo-dong                                                                  |
| Espada individual  | Rússia · Pavel Kolobkov                                                                 | França · Fabrice Jeannet                                                      | Bielorrússia · Vitaly Zakharov                                                             |
| Espada por equipe  | França · Benoît Janvier · Fabrice Jeannet · Jean-Michel Lucenay · Hugues Obry           | Rússia · Pavel Kolobkov · Sergey Kochetkov · Aleksey Selin · Vyacheslav Selin | Coreia do Sul Gu Gyo-Dong Kim Jeong-Gwan Lee Sang-Yeop Yang Roy-Sung                       |
| Florete individual | Itália · Simone Vanni                                                                   | Alemanha · Andre Wessels                                                      | Polónia · Piotr Kielpikowski                                                               |
| Florete individual | Itália · Simone Vanni                                                                   | Alemanha · Andre Wessels                                                      | China · Wu Hanxiong                                                                        |
| Florete por equipe | Alemanha · Ralf Bißdorf · Dominik Behr · André Weßels · Lars Schache                    | França · Brice Guyart · Loïc Attely · Jean-Noël Ferrari · Franck Boidin       | Espanha · Javier Menéndez · Luis Caplliure · José Francisco Guerra · Javier García Delgado |
| Sabre individual   | Rússia · Stanislav Pozdnyakov                                                           | França · Julien Pillet                                                        | Roménia · Mihai Covaliu                                                                    |
| Sabre individual   | Rússia · Stanislav Pozdnyakov                                                           | França · Julien Pillet                                                        | Itália · Luigi Tarantino                                                                   |
| Sabre por equipe   | Rússia · Aleksey Dyachenko · Aleksey Yakimenko · Stanislav Pozdniakov · Sergey Sharikov | Itália · Giampiero Pastore · Giacomo Guidi · Aldo Montano · Luigi Tarantino   | Alemanha · Dennis Bauer · Michael Herm · Harald Stehr · Alexander Weber                    |

Feminino
| Evento             | Ouro                                                                               | Prata                                                                                     | Bronze                                                                           |
| Espada individual  | Coreia do Sul Hyun Hee                                                             | Alemanha · Imke Duplitzer                                                                 | Roménia · Ana Maria Brânză                                                       |
| Espada individual  | Coreia do Sul Hyun Hee                                                             | Alemanha · Imke Duplitzer                                                                 | Alemanha · Britta Heidemann                                                      |
| Espada por equipe  | Hungria · Hajnalka Kiraly · Adrienn Hormay · Hajnalka Tóth                         | Estónia · Maarika Võsu · Irina Embrich · Olga Aleksejeva · Heidi Rohi                     | China · Luo Xiaojuan · Li Na · Shen Weiwei · Zhong Weiping                       |
| Florete individual | Rússia · Svetlana Boyko                                                            | Rússia · Yekaterina Yusheva                                                               | Hungria · Edina Knapek                                                           |
| Florete individual | Rússia · Svetlana Boyko                                                            | Rússia · Yekaterina Yusheva                                                               | Hungria · Aida Mohamed                                                           |
| Florete por equipe | Rússia · Svetlana Boyko · Yekaterina Yusheva · Julia Khakimova · Olga Lobyntseva   | Polónia · Sylwia Gruchała · Magdalena Mroczkiewicz · Anna Rybicka · Małgorzata Wojtkowiak | Roménia · Laura Badea · Roxana Scarlat · Cristina Stahl · Reka Szabo             |
| Sabre individual   | China · Tan Xue                                                                    | Azerbaijão · Yelena Jemayeva                                                              | França · Cécile Argiolas                                                         |
| Sabre individual   | China · Tan Xue                                                                    | Azerbaijão · Yelena Jemayeva                                                              | Rússia · Yelena Nechayeva                                                        |
| Sabre por equipe   | Rússia · Yelena Nechayeva · Margarita Zhukova · Irina Bazhenova · Natalia Makeyeva | Hungria · Edina Csaba · Orsolya Nagy · Annamária Nagy · Gabriella Sznopek                 | Azerbaijão · Yelena Amirova · Yelena Jemayeva · Anzhela Volkova · Yana Siukayeva |

## Quadro de medalhas
| Ordem | País          | Medalha de ouro | Medalha de prata | Medalha de bronze |    |
| ----- | ------------- | --------------- | ---------------- | ----------------- | -- |
| 1     | Rússia        | 6               | 2                | 1                 | 9  |
|       | França        | 1               | 3                | 1                 | 5  |
| 3     | Alemanha      | 1               | 2                | 2                 | 5  |
| 4     | Hungria       | 1               | 1                | 2                 | 4  |
| 5     | Itália        | 1               | 1                | 1                 | 3  |
| 6     | China         | 1               |                  | 2                 | 3  |
|       | Coreia do Sul | 1               |                  | 2                 | 3  |
| 8     | Azerbaijão    |                 | 1                | 1                 | 2  |
|       | Polónia       |                 | 1                | 1                 | 2  |
| 10    | Estónia       |                 | 1                |                   | 1  |
| 11    | Roménia       |                 |                  | 3                 | 3  |
| 12    | Bielorrússia  |                 |                  | 1                 | 1  |
|       | Espanha       |                 |                  | 1                 | 1  |
| TOTAL | TOTAL         | 12              | 12               | 18                | 42 |